# Sangle inscrite
Pour les articles homonymes, voir Sangle.
Cette page contient des caractères spéciaux ou non latins. S’ils s’affichent mal (▯, ?, etc.), consultez la page d’aide Unicode.
La sangle inscrite est un signe diacritique ressemblant à une boucle inscrite dans le milieu de la lettre qu’il modifie. Elle est principalement utilisée dans l’alphabet phonétique international dans un symbole actuel ‹ ɬ › et un ancien symbole ‹ 𝼓 ›, dans les extensions de l'alphabet phonétique international dans deux symboles ‹ 𝼄, 𝼆 › ou encore dans leurs formes en exposant ‹ 𐞛, 𐞜, 𐞡 ›. La lettre L sanglé ‹ Ɬ, ɬ › est aussi utilisée dans certaines variantes de l’alphabet phonétique américaniste et comme lettre dans l’écriture de plusieurs langues d’Amerique du Nord comme l’alabama, le comox, le colville-okanagan, ou le yakama.